# Karl Beringer (Schauspieler)
Karl Beringer (15. Februar 1845 in Stettin – 10. April 1907 in Berlin) war ein österreichischer Theaterschauspieler.

## Leben
Beringer, ein Schauspielerkind, wirkte lange Zeit (1864–1876) am Landestheater in Prag, wo er sich durch seine gesunde, trockene und ungekünstelte Komik in Posse und Lustspiel gleich verwendbar zeigte und die Gunst der Prager in hohem Grade genoss. Nachdem er diese Kunststätte verlassen hatte, ging er in die deutsche Hauptstadt. Zuletzt war Beringer als Königlicher Schauspieler am Hoftheater zu Berlin beschäftigt.
Sein Bruder Leopold Beringer war ebenfalls Schauspieler.